# زبابة الفيل طويلة الأذن
زبابة الفيل طويلة الأذن (الاسم العلمي: Elephantulus) هي جنس من الثدييات تتبع فصيلة زبابات الفيل من رتبة زبابيات الفيل.

## أنواع زبابة الفيل طويلة الأذن
- زبابة الفيل الأوغندية
- زبابة الفيل الصومالية
- زبابة الفيل الحمراء
- زبابة الفيل قصيرة الخطم
- زبابة الفيل الزمبيسية
- زبابة الفيل الصخرية
- زبابة الفيل البوشفيلدية
- زبابة الفيل الأفريقية الشمالية
- زبابة الفيل الترنسفالية
- زبابة الفيل رأس الرجاء
- زبابة الفيل مشعرة الذيل